# La conducción de Cristo al sepulcro

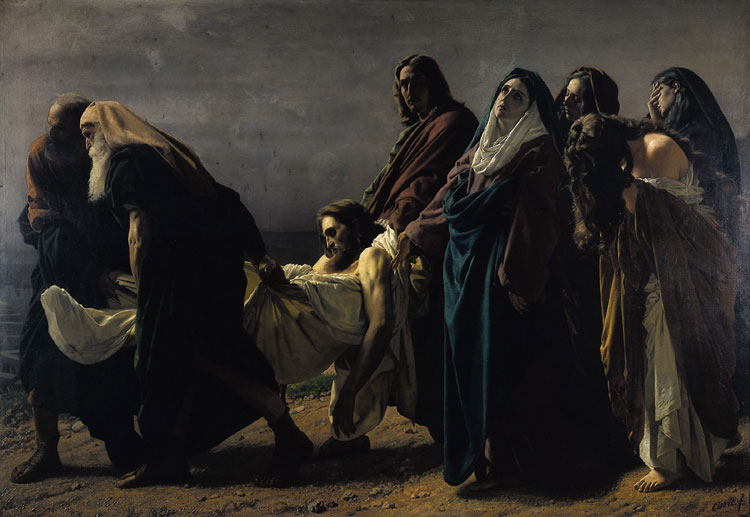
La Conducción de Cristo al Sepulcro

La conducción de Cristo al sepulcro (Il Transporto di Cristo al sepolcro, en italiano) es una pintura al óleo del artista italiano de origen suizo Antonio Ciseri, elaborada entre 1864 y 1870. Se encuentra en un retablo de la tercera capilla del lado norte de la Iglesia de Santa María de la Asunción, en el complejo arquitectónico del Santuario de la Madonna del Sasso, en Lucarno (Suiza)

## Análisis
La obra representa la escena evangélica conocida como Lamentación sobre Cristo muerto, con la que culmina el ciclo de la Pasión de Cristo, representando el traslado del cadáver de Cristo desde la cruz hacia el sepulcro propiedad de José de Arimatea. 
…Este José, natural de Arimatea, un pueblo de Judea, fue a ver a Pilato y le pidió el cuerpo de Jesús. Después de bajarlo de la cruz, lo envolvió en una sábana de lino y lo puso en un sepulcro excavado en una peña, donde todavía no habían sepultado a nadie…
Lucas 23,51-53
Aparecen representados ocho personajes, divididos en dos grupos. Uno es el que forman el cuerpo de Cristo, en el centro, trasladado por Nicodemo, José de Arimatea y San Juan; la Virgen María, acompañada de María Magdalena, María Salomé y María de Cleofás forman el segundo grupo, que sigue al primero. 
En el análisis individual destaca la figura del Salvador, que presenta rigidez de la persona muerta, con el brazo izquierdo sobresaliendo de la sábana y cayendo hacia el suelo. Está cubierto con el sudario, que deja descubierta la cabeza y el brazo izquierdo, tapándole el resto del cuerpo y los pies. El rostro, sereno,  cae hacia el pecho, ladeado un poco a la derecha.     
A la izquierda de la pintura, abriendo la marcha, aparece José de Arimatea, de edad avanzada y barba oscura, vestido con túnica ocre y azul, con el pie derecho adelantado sobre la pierna izquierda. Le acompaña al frente del grupo Nicodemo, también de edad avanzada,  barba blanca,  túnica de color verde y gorro amarillo. Adelanta la pierna derecha, dejando atrás la izquierda, en un marcado contraposto. En la parte de atrás de la sábana, sujetándola por los hombros, se encuentra San Juan, de apariencia más joven, mirando hacia el espectador, siendo el único que actúa así, y vestido, según su iconografía, de verde y rojo, con el pie derecho adelantado.  
El grupo de mujeres, de gran patetismo, presenta detalles que delatan la maestría y el dominio del pintor. La Virgen, vestida con anchos ropajes azul y rojo, aparece en actitud exhausta, con el brazo derecho extendido en dirección al Salvador y mirada implorante al cielo. A su izquierda aparece María Magdalena, descalza y vestida de blanco y amarillo, con los hombros desnudos, cabizbaja y con el pelo cayendo, tapándose el rostro con ambas manos. En un segundo plano aparecen las otras dos mujeres, María Salomé, que oculta su rostro con la mano derecha, y María Cleofás, ubicada detrás de la Virgen y sosteniéndola por debajo de los brazos.
El marco de la pintura se aprecia un camino por donde se desplaza el grupo, con vegetación en la linde. El fondo se aprecia vagamente un paisaje y un cielo gris, como corresponde a los textos de las Escrituras. Se ve clara la influencia de las obras del Renacimiento italiano, especialmente de Rafael, destacando la figura central que conecta con el espectador, hecho destacado en las composiciones del Renacimiento (sirva como ejemplo el autorretrato de Rafael en la pintura de La escuela de Atenas). La técnica es típica de Ciseri, con una luz muy clara (técnica desarrollada de manera brillante en su obra cumbre posterior Ecce Homo, 1891) y un destacado uso de la sombra, marcado claroscuro, tonos fríos y claros, colores neutros junto con blancos y rojos. El foco de luz principal blanco amarillento incide sobre el cuerpo del Salvador y lo destaca sobre el resto de los personajes.      
La pintura resultó un éxito, propiciando la realización de numerosas réplicas y reproducciones parciales o completas, conservándose también los bocetos, dibujos y estudios preparatorios de la obra. Una restauración reciente ha devuelto a la pintura a su estado original después de discutibles restauraciones, dotándola de un mayor realismo. 

## Adaptaciones de la obra
La obra ha inspirado a otros autores para imitarla en sus propias creaciones. En la Semana Santa de Zamora se puede observar el grupo escultórico conocido como La Conducción al Sepulcro, propiedad de la Real Cofradía del Santo Entierro, desfilando el Viernes Santo por la tarde. La obra, realizada en 1901 por el escultor bilbaíno José María Garros según una postal de la obra de Ciseri, consta de las mismas ocho figuras, con Nicodemo, José de Arimatea y San Juan portando el cuerpo de Cristo, acompañados de la Virgen María, María Magdalena, María de Cleofás y María Salomé, aunque con sutiles diferencias con la obra de Ciseri. Está realizado empleando madera tallada para las cabezas, manos y pies, y tela encolada para el resto.
Otro grupo escultórico inspirado en el cuadro de Ciseri es el conocido como Gli Otto Santi (Los Ocho Santos), realizado por Raffaele Caretta en 1920, perteneciente a la Confraternita Opera Pia san Rocco, en Ruvo di Puglia, Bari (Italia). Consta de las mismas figuras que la obra de Ciseri, aunque añade un ángel a la escena. Está realizado empleando terracota para las cabezas, manos y pies, y cartapesta para el resto.